# Dyrskue
Et dyrskue er en offentlig fremvisning og udstilling af husdyr, specielt dyr fra landbruget. Dyrene bliver bedømt efter race og evt. alder, og der uddeles præmier til de bedst bedømte dyr. Det første dyrskue i Danmark blev afholdt i 1810 af Randers Amts Husholdningsselskab.
For mange opdrættere er deltagelse vigtig, fordi en god bedømmelse gør et husdyr mere værd. Dyrskuer fungerer også som en handelsplads, hvor der både handles med dyr, maskiner og alskens småting.
Dyrskuer afholdes normalt en gang årligt, som lokale, regionale eller nationale begivenheder.

## Elementer på et dyrskue

### Udstillinger
Ved et dyrskue udstilles først og fremmest de mest betydningsfuld husdyr som heste, kødkvæg, malkekvæg samt får og geder. Derudover udstilles i varierende omfang kaniner samt høns og andre fugle, ligesom også kæledyr som hunde og katte udstilles ved visse dyrskuer.
En meget væsentlig del af udstillingsarealerne er optaget af udstillinger af landbrugsmaskiner, skovbrugsmaskiner, traktorer, diverse transportmidler, og i stadig stigende omfang udstillinger af fødevarer kombineret med en bred variation af informationsaktiviteter. Ofte vil der også være mange boder med salg af vidt forskellige varer, der på en eller anden måde falder inden for det tema, som det pågældende dyrskue omfatter.

### Underholdning
Dyrskuer har ofte en række forskellige arrangementer som underholdning for publikum. Det kan fx være hesteshows, traktortræk, varierende former for underholdning for børn og voksne, et tivoli samt forskellige konkurrencer.

### Børnedyrskuer
Nogle dyrskuer er primært rettet mod børn og kaldes derfor for børnedyrskuer. Her er bedømmelsen af dyrene ikke lige streng; til gengæld fokuseres der på børnenes kundskab om deres kæledyr, og hvordan det skal passes. Større dyrskuer har som regel også en børneafdeling, hvor børn udstiller dyr.

## Dyrskuer i Danmark
De største danske dyrskuer er:
- Roskilde Dyrskue
- Landsskuet i Herning
- Det Fynske Dyrskue

Derudover afholdes mere lokalt orienterede dyrskuer i Aabenraa, Aars, Almindingen på Bornholm, Aulum, Auning, Fjerritslev, Haslev, Hjørring, Hobro, Holbæk, Horsens, Hurup, Lemvig, Løgstør, Nibe, Nykøbing Mors, Ribe, Silkeborg, Skive og Varde.

## Eksterne links
- Oversigt over danske dyrskuer – fra Dansk Landbrugsrådgivning, Landscentret Arkiveret 6. marts 2008 hos  Wayback Machine